# Avenue de La Motte-Picquet
Die Avenue de La Motte-Picquet ist eine Avenue im 7. und 15. Arrondissement von Paris. Sie führt durch die Quartiers Invalides, Gros-Caillou, École Militaire und Grenelle.

## Situation und Erreichbarkeit
Die Avenue de La Motte-Picquet beginnt unmittelbar westlich des Hôtel des Invalides, als breite Abzweigung in  von der schmalen Rue de Grenelle südwestlicher Richtung, und führt in gerader Linie bis zum Boulevard de Grenelle. Markantestes Teilstück des durchgehenden Straßenverlaufs ist der Abschnitt, an dem die Avenue von der Place Joffre unterbrochen wird, mit dem dahinter liegenden Champ de Mars auf nordwestlicher und der École Militaire auf südöstlicher Seite.
Sie kann mit folgenden öffentlichen Verkehrsmitteln erreicht werden:
- Métro: Ausgänge der Métrostationen La Tour-Maubourg (Linie 8), École Militaire (Linie 8) und La Motte-Picquet – Grenelle (Linien 6, 8 und 10) führen in unmittelbare Nähe oder direkt in die Avenue de La Motte-Picquet.
- RATP-Buslinien: Direkt in der Avenue de La Motte-Picquet werden die Haltestellen Invalides – La Tour Maubourg (Linie 28), Rue Cler (Linie 28), École Militaire (Linien 28 und 80), Général de Bollardière (Linien 80 und 82) und La Motte-Picquet – Grenelle (Linie 80) bedient.

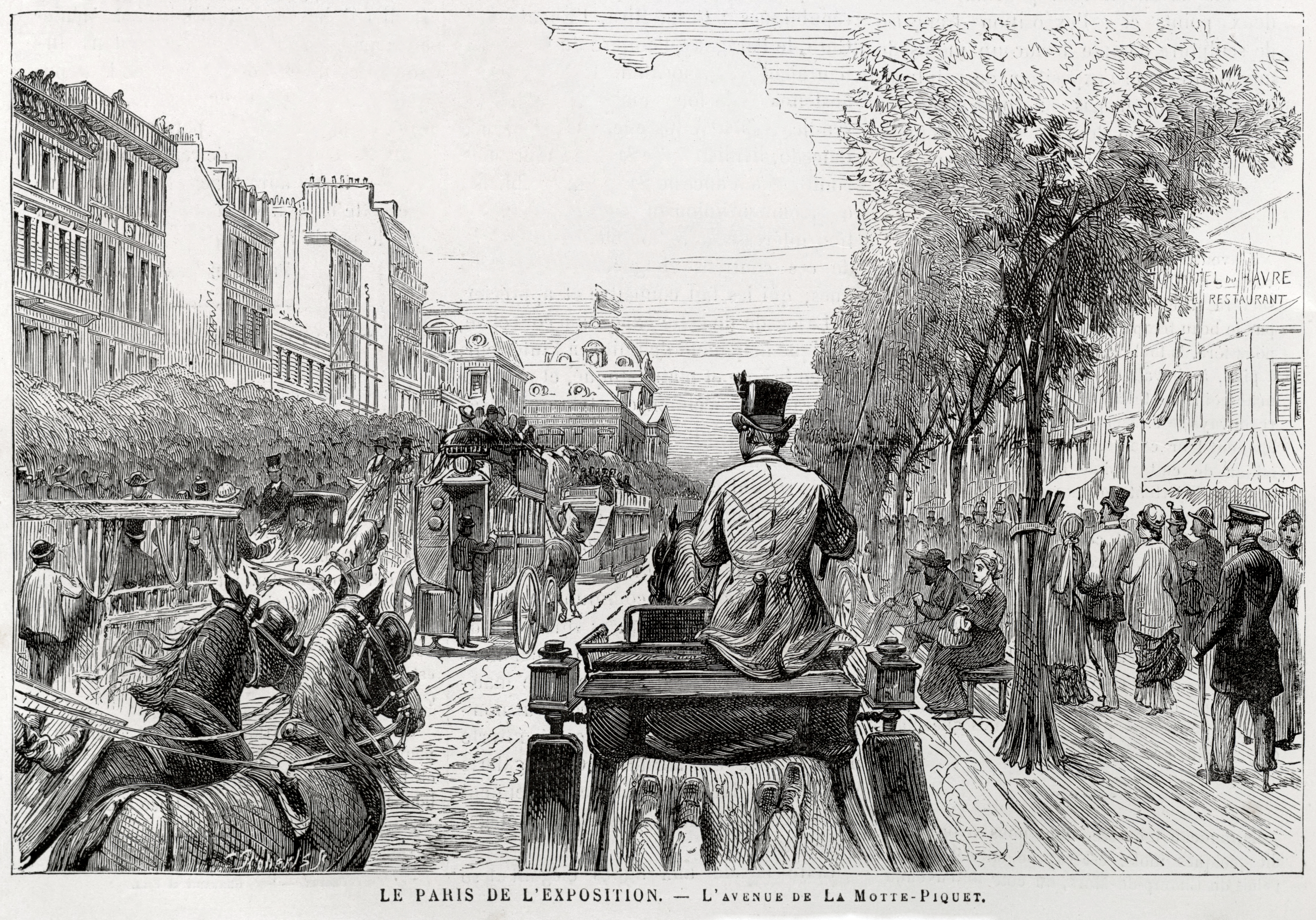
Gravur aus dem Jahr 1878, als auf dem Champ de Mars eine Weltausstellung stattfand.

## Herkunft des Namens
Die Trasse, aus der sich später zunächst die Avenue de l’École Militaire entwickelte, wurde  im Jahr 1680 angelegt. Sie verband die Rue de Grenelle mit der Place de l’École Militaire (heute Place Joffre). Die Verlängerung bis zum Boulevard de Grenelle wurde im Jahr 1775 eröffnet. Im 19. Jahrhundert wurde die Straße umbenannt und trägt seither den Namen des 1791 gestorbenen Marineoffiziers „La Motte-Picquet“, mit vollständigem Namen Toussaint-Guillaume Picquet de la Motte.

## Einige bedeutende Gebäude

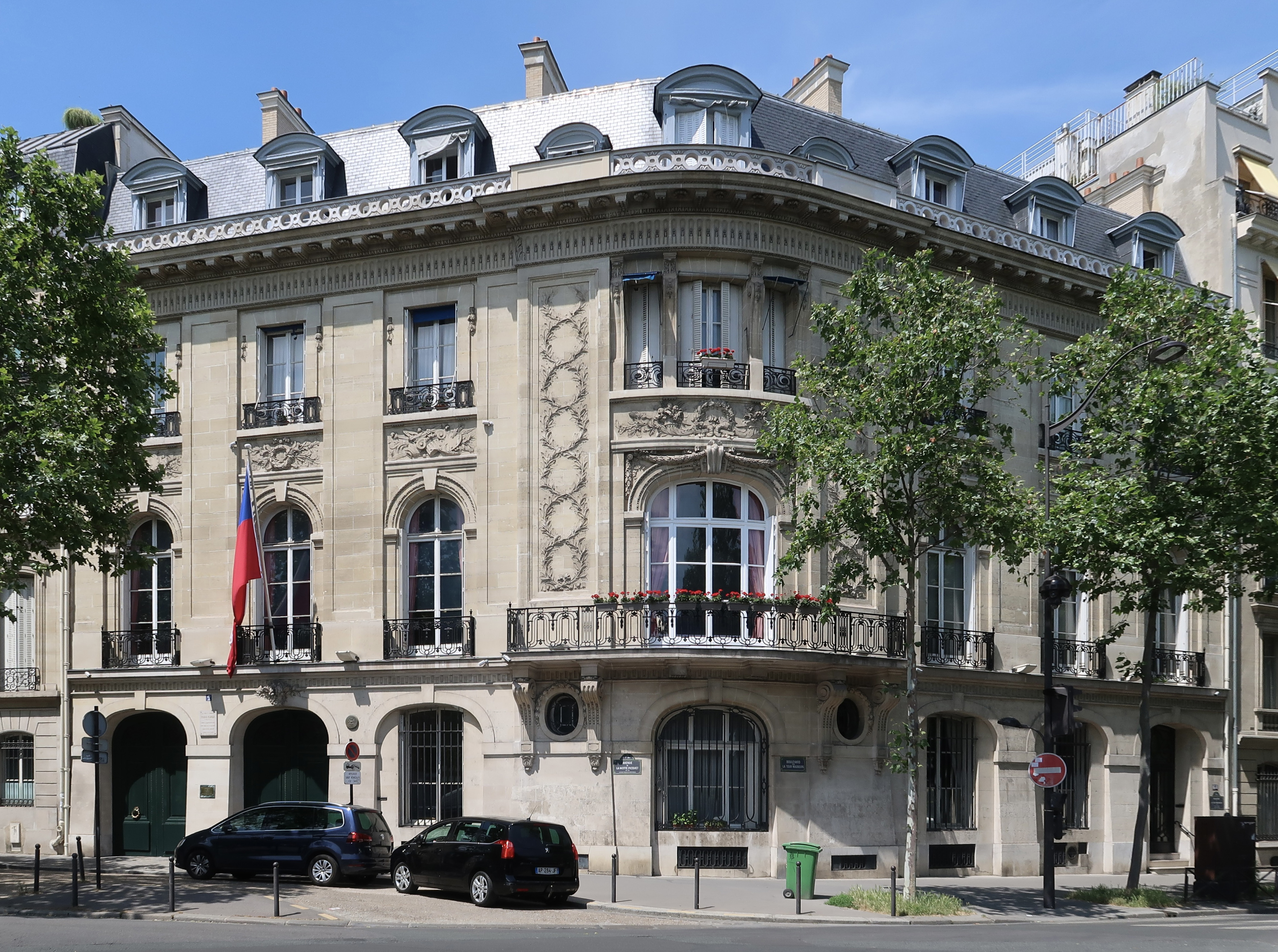
Chilenische Botschaft in Frankreich

- Nr. 2: Seit 1929 Sitz der Chilenischen Botschaft in Frankreich.
- Nr. 13: Sitz der Association (früher: Fédération) Nationale des Plus Grands Invalides de Guerre.[2] – Dort auch Sitz der Association des écrivains combattants.
- Nr. 18–20: Hier befand sich von 1906 bis 1930 der Cirque Métropole (später: Cirque de Paris).[3]
- Nr. 38: Hier befand sich das legendäre, von Eugène Atget photographierte „Au Jean Bart“ (ein „bar-tabac“).[4]
- Zwischen Nr. 52 und Abzweigung der Avenue Paul-Déroulède: Eingang zum „Village Suisse“, einer Galerie diverser Boutiquen; der Name geht zurück auf das idealisierte Schweizer Dorf auf der Pariser Weltausstellung 1900.

## Erinnerungstafeln

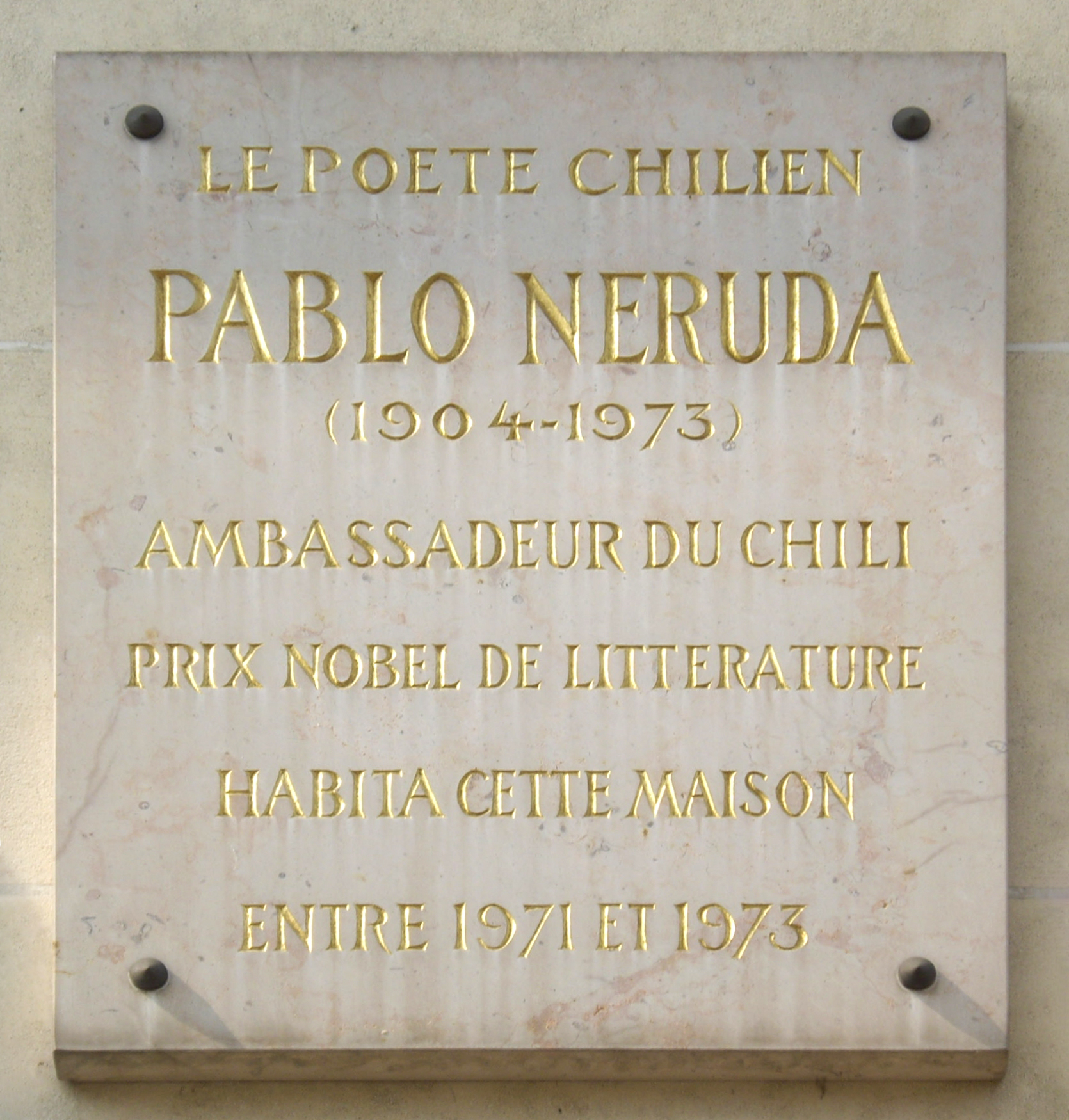
Nr. 2: Erinnerung an Pablo Neruda, 1971–1972 Chilenischer Botschafter in Frankreich
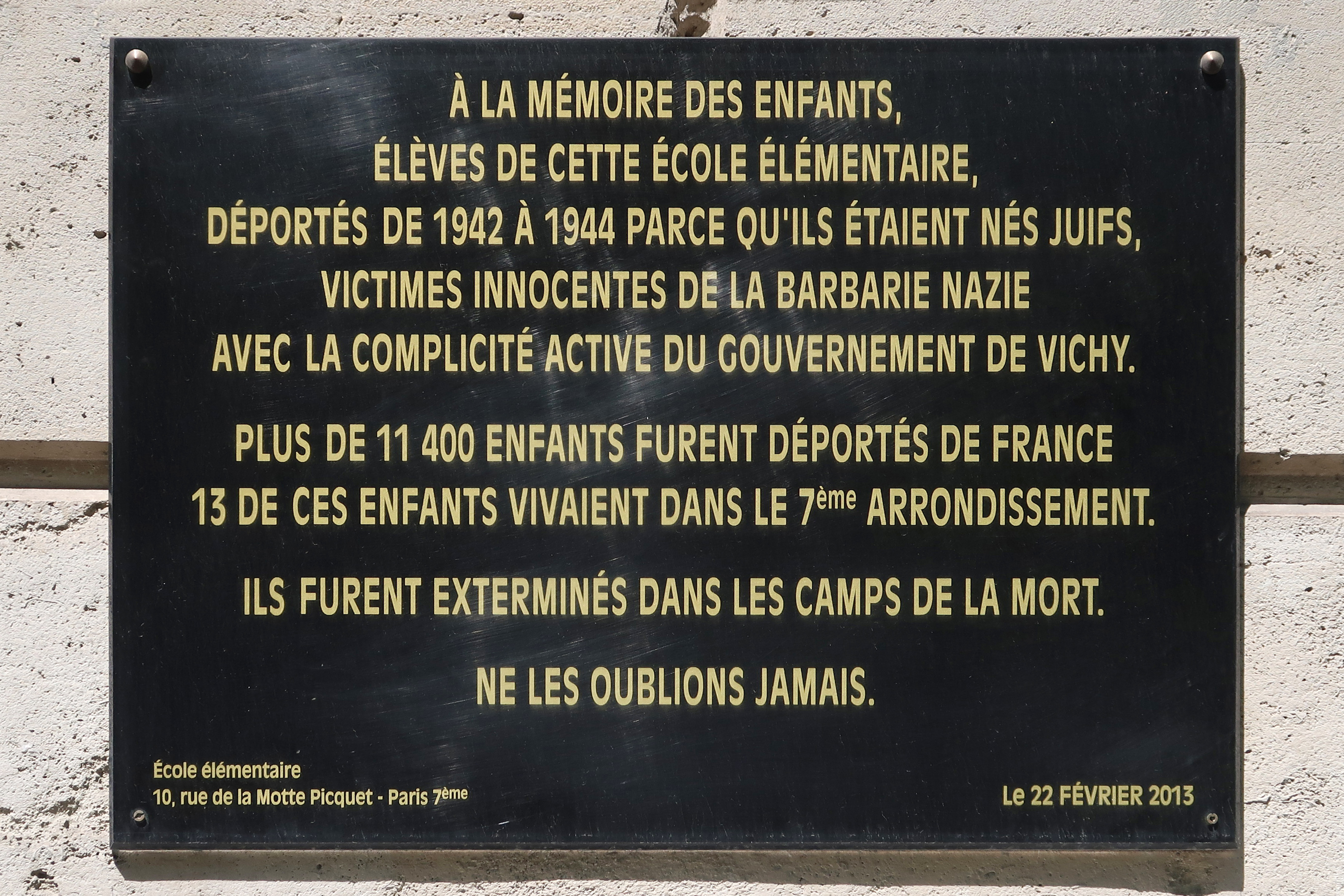
Nr. 10: Erinnerung an deportierte jüdische Kinder